# Joan Calvet d'Estrella
Joan Cristòfor Calvet  (o  Calvete) d'Estrella i Galí (Barcelona-Sariñena-Sabadell, 1520? / 1505? - Salamanca, 1593), historiador, humanista i poeta del Renaixement.

## Biografia
Segons alguns biògrafs del cèlebre escriptor, va néixer entorn de la dècada del 1500 o 1510. Alguns autors citen com el seu lloc d'origen Sariñena, altres Sabadell.
Segons la versió sabadellenca, el seu nom era Joan Cristòfol Estella (i no Estrella) i Galí, fill d'en Joan d'Estella, cirurgià sabadellenc, fill d'en Miquel i na Joanna, i d'Antiga Galí, filla d'Antic Galí i de Margarida, ambdós de Sant Salvador de Polinyà.
Va entrar el 1541 a la cort de Carles V com a mestre de patges del seu fill el llavors príncep Felipe, a qui posteriorment serviria comprant llibres per a la biblioteca de l'Escorial. En la seva joventut va estudiar llengües clàssiques i humanitats a Alcalá de Henares amb el famós Hernán Núñez (anomenat el Comendador Grec), i va ser deixeble de Jerónimo de Zurita. Va sentir simpaties per l'erasmisme, per la qual cosa algunes de les seves obres van patir una lleu expurgació inquisitorial al segle xvii. Va viure la major part de la seva vida a Salamanca i allà hi va morir el 1593, essent enterrat a l'església de Santa Eulalia. La seva biblioteca va ser venuda per la seva filla al Col·legi de San Pelayo de Salamanca el 1599.
Va ser sobretot cronista d'Índies, però també va destacar com a prosista llatí, imitant l'estil de Juli Cèsar. Com a poeta en aquesta llengua també va sobresortir, per exemple, en els versos dedicats a Garcilaso que encapçalen les Anotacions d'El Brocense, o en altres obres dedicades a Hernando de Acuña, a Ramírez de Haro, a Juan Bravo i a Antic Roca.
Gran part de la seva obra roman inèdita, ja que va escriure pel que sembla bastant més del que hi ha publicat. Tanmateix, algunes obres es van donar a la impremta en els segles XIX i XX.

## Obres
- El felicissimo viaje del muy alto y muy poderoso Príncipe don Phelippe, hijo del emperador don Carlos Quinto Máximo, desde España a sus tierras de la baxa Alemana: con la descripción de todos los Estados de Brabante y Flandes (Anvers, M. Nucio, 1552); reimprès a Madrid, 2001.[7]
- De Aphrodisio expugnato, quod vulgo Africam vocant, commentarius (Anvers, 1551).[8][9]
- De rebus gestis Ferdinandi Cortesii, obra inèdita.
- Encomio de Fernando Álvarez de Toledo, duque de Alba (Anvers, 1557).[10]
- De rebus Indicis. Ed. Juan J. Martos. Leipzig, 1998.[11]
- Vaccaeis o La Vacaida, edició i traducció de Manuel Antonio Díaz Gito, Cadis, 1990.
- Elogio de Vaca de Castro, estudi i traducció de José López de Toro, 1947.
- Rebelión de Pizarro en el Perú y vida de D. Pedro Gasca escritas por Juan Cristóbal Calvete de Estrella y publicadas por Antonio Paz y Meliá, Madrid: Imprenta y Fundición de M. Tello, 1889, facsímil, dos vols.[12]
- Cartes.